# Komsomolski (Novokubansk, Krasnodar)
Komsomolski (del ruso: Комсомольский) es un posiólok del raión de Novokubansk, en el krai de Krasnodar de Rusia. Está situado en las llanuras cercanas a la orilla izquierda del río Kubán, 16 km al norte de Novokubansk y 149 km al este de Krasnodar. Tenía 363 habitantes en 2010.
Pertenece al municipio Kovalévskoye.